# 黄堆集乡
黄堆集乡是中国山东省菏泽市郓城县下辖的一个乡。

## 行政区划
黄堆集乡下辖黄西村、黄东村、黄南村、徐厂村、黄楼村、陈楼村、侯楼村、燎源村、孙垓村、房河口村、刘行村、冯楼村、张庄村、文桥集村、武庙村、曹庄村、刁庄村、周庄村、孙庄村、西杨村、何仓村、西刘村、张楼村、魏王村、杜庄村、前杜庄村、白垓村、吕庄村、西营村、东营村、袁庄村、东杨村、东刘村、蒋庄村、武庄村。